# Каррас, Джонни
Джон Дж. Ка́ррас (англ. John J. Karras; 29 января 1928, Чикаго, Иллинойс — 6 ноября 2008, Хинсдейл), более известный как Джо́нни Ка́ррас (англ. Johnny Karras) — американский профессиональный футболист. Играл за команду НФЛ «Чикаго Кардиналс» на позиции полузащитника (1952). Член Зала спортивной славы AHEPA (1988). Играл за команду Иллинойсского университета в Урбане-Шампейне, в который поступил в 1946 году, однако уже вскоре был призван на службу в Армию США, которая продлилась 18 месяцев. В 1949 году вернулся в университет.